# Neotylenchus serpens
Neotylenchus serpens är en rundmaskart. Neotylenchus serpens ingår i släktet Neotylenchus och familjen Neotylenchidae. Inga underarter finns listade i Catalogue of Life.